# Calytrix chrysantha
Calytrix chrysantha är en myrtenväxtart som beskrevs av Lyndley Alan Craven. Calytrix chrysantha ingår i släktet Calytrix och familjen myrtenväxter. Inga underarter finns listade i Catalogue of Life.